# Acróstico (canción)
«Acróstico» es una canción interpretada por la cantautora colombiana Shakira, lanzada el 12 de mayo de 2023, como el tercer sencillo de su duodécimo álbum de estudio, Las mujeres ya no lloran (2024). Cuenta con una versión a trío con las voces acreditadas de sus hijos Milán y Sasha Piqué.
El tema fue nominado a Canción del año en la 24ª Entrega Anual del Latin Grammy, junto al tema de Bizarrap, "BZRP Music Sessions, Vol. 53" y a la canción "TQG" de Karol G, convirtiendo a Shakira en la primera artista en lograr tres nominaciones en dicha categoría en la misma ceremonia.

## Antecedentes y lanzamiento
En enero de 2023, Bizarrap lanzó su colaboración con Shakira para su serie Music Sessions «Shakira: BZRP Music Sessions, Vol. 53» (también conocida como «Pa' tipos como tú»). La canción se convirtió en un éxito mundial rompiendo muchos récords. Este éxito continuó con su próxima colaboración con Karol G el mes siguiente titulada «TQG». Comenzaron a circular rumores de que el próximo sencillo de Shakira sería una colaboración con Manuel Turizo titulada «Copa vacía», pero los planes se descartaron a favor del lanzamiento de «Acróstico».
El 10 de mayo de 2023, solo un día antes del lanzamiento de la canción, Shakira anunció «Acróstico» en todas sus plataformas de redes sociales.

## Composición y letra

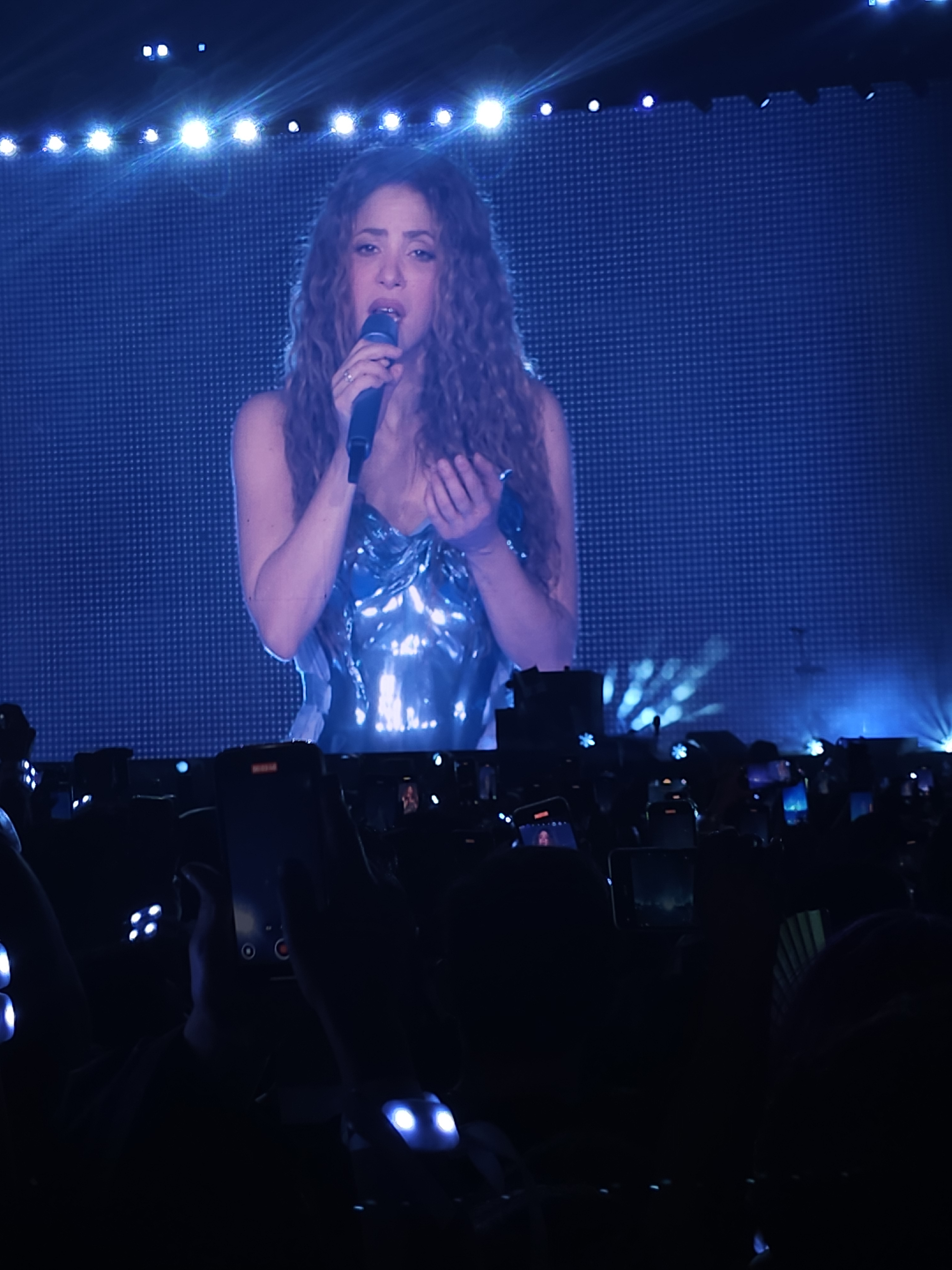
Shakira interpretando "Acróstico" durante su gira Las mujeres ya no lloran World Tour.

«Acróstico» es una canción perteneciente al género pop que dura 2 minutos y 50 segundos. Líricamente, hace alusión al pasado que dejan atrás como familia, pero su propio mensaje de unión (a tres bandas), al dejar que sus hijos (Sasha y Milán) introduzcan en su música de tal manera, no como símbolo de dedicación, sino de participación.

## Promoción

### Video lírico
El video lírico fue lanzado junto con el sencillo el jueves 11 de mayo de 2023 y representa animadamente en un bosque a Shakira como un pájaro femenino grande y Sasha y Milán como pájaros pequeños. También este video es conocido como la «versión en solitario» (en inglés, «solo version») ya que ella interpreta la canción en solitario en el video de la letra.

### Video musical
El video musical oficial se lanzó cuatro días después del lanzamiento de la canción el 15 de mayo de 2023. Fue dirigida por Jaume De Laiguana y presenta a Shakira tocando el piano con sus dos hijos Milán y Sasha. Sus dos hijos contribuyeron con las voces de la versión del video musical de la canción.

## Posicionamiento en listas
| País           | Lista (2023)                  | Mejor posición |
| -------------- | ----------------------------- | -------------- |
| Argentina      | Argentina Hot 100             | 21             |
| Bolivia        | Billboard                     | 8              |
| Bolivia        | Monitor Latino                | 2              |
| Chile          | Billboard                     | 10             |
| Colombia       | Billboard                     | 1              |
| Costa Rica     | Monitor Latino                | 14             |
| Ecuador        | Billboard                     | 5              |
| Ecuador        | Monitor Latino                | 15             |
| El Salvador    | Monitor Latino                | 8              |
| España         | PROMUSICAE                    | 1              |
| Estados Unidos | Billboard Hot 100             | 84             |
| Estados Unidos | Latin Airplay (Billboard)     | 39             |
| Estados Unidos | Latin Pop Airplay (Billboard) | 5              |
| Estados Unidos | Hot Latin Songs (Billboard)   | 16             |
| Todo el mundo  | Billboard Global 200          | 12             |
| México         | Billboard                     | 15             |
| Perú           | Billboard                     | 6              |
| Perú           | Monitor Latino                | 9              |
| Portugal       | AFP                           | 105            |
| Suecia         | Schweizer Hitparade           | 41             |
| Uruguay        | Monitor Latino                | 10             |

## Certificaciones
| Región              | Certificación | Ventas |
| ------------------- | ------------- | ------ |
| España (PROMUSICAE) | Platinum      | 60,000 |